# Magarikári
Magarikári, en grec moderne : Μαγαρικάρι, est un village du dème de Phaistos, en Crète, en Grèce. Selon le recensement de 2011, la population de Magarikári compte 295 habitants. Il est situé à une altitude de 450 m.